# Падуанский трамвай на шинах
Трамва́й на ши́нах Па́дуи (итал. Tranvia di Padova, вен. Tranvia de Pàdova) — вид общественного транспорта в городе Падуя (Италия), «трамвай на шинах» системы Translohr («однорельсовый трамвай»). Первая в Италии и вторая в Европе (после Клермон-Феррана) система такого типа.

## История
Официальное открытие линии состоялось 24 марта 2007 года, с задержкой. Задержка была вызвана тем, что в ходе испытательных поездок транспортное средство несколько раз сходило с рельса.
Общая стоимость строительства (вместе со стоимостью подвижного состава) составила сто миллионов евро, что в два раза превысило запланированную стоимость.

## Описание системы
В Падуе используется трамвай на шинах системы Translohr, не имеющий возможности двигаться без направляющего рельса. Остановки оборудованы невысокими (около 20-30 см) приподнятыми над уровнем проезжей части платформами-перронами. Некоторые участки маршрута не электрифицированы. Такие участки вагон преодолевает с опущенным токоприёмником на аккумуляторной батарее.
Система состоит из одной линии длиной 10,5 км.

## Подвижной состав
На линии используется шестнадцать трёхсекционных транспортных средств Translohr.